# Люнгдал
Люнгдал (норв. Lyngdal) — коммуна в губернии Вест-Агдер в Норвегии. Административный центр коммуны — город Аллеен. Официальный язык коммуны — букмол. Население коммуны на 2007 год составляло 7533 чел. Площадь коммуны Люнгдал — 390,97 км², код-идентификатор — 1032.

## История населения коммуны
Население коммуны за последние 60 лет.

Статистика коммуны Люнгдал